# Aphis plantaginis
Aphis plantaginis är en insektsart som beskrevs av Johann August Ephraim Goeze 1778. Aphis plantaginis ingår i släktet Aphis och familjen långrörsbladlöss. Arten är reproducerande i Sverige. Inga underarter finns listade i Catalogue of Life.